# Martinic-palota
Prágában, a Hradzsin téren álló Martinic-palotát (csehül Martinický palác) korábbi épületekből 1618-ban az a Jaroslav Bořita Martinic építtette át, akit ugyanabban az évben a protestáns főurak a második defenesztráción helytartótársával, Vilém Slavatával és titkárukkal, Philipp Fabriciusszal együtt kihajítottak a királyi palota egyik keleti ablakán. A tizenöt méteres zuhanást túlélt helytartó címere ma is ott látható a kapu fölött.
Az 1970-es években, a három részre tagolt reneszánsz homlokzat restaurálása közben fedezték fel a korábbi, 16. századi épületet eredetileg ékítő, krémszínű sgraffito díszeket. Ezek ószövetségi jeleneteket ábrázolnak, többek között Józsefet és Putifárnét. Az udvar keleti oldalán fennmaradt sgraffitókon Sámson életét és Héraklész cselekedetei láthatóak.
Az épületben ma a városi főépítész irodája működik.
Egy régi legenda szerint a palotában minden éjjel 11 óra és éjfél között megjelenik egy nagy fekete kutya, amely a látogatókat elkíséri egészen a Loretóig, ahol nyomtalanul szertefoszlik a levegőben.